# Parennefer

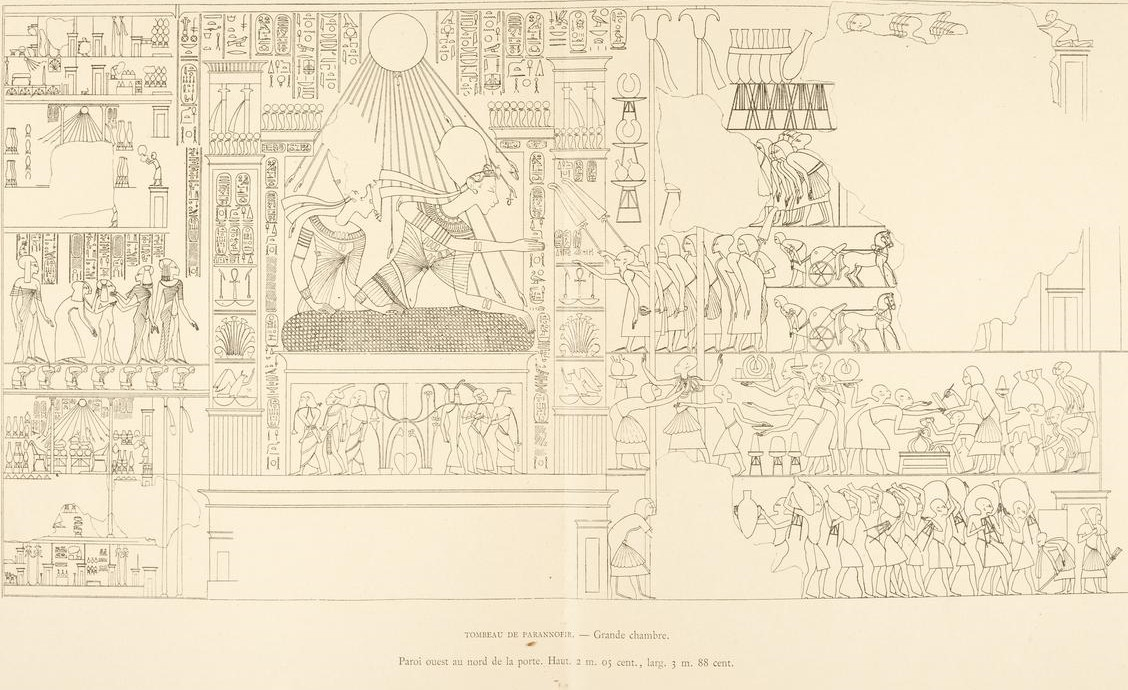
Ajenatón recompensando a Parennefer en la gran cámara de la tumba de Parennefer en Amarna.

Parennefer fue un noble del Antiguo Egipto, consejero cercano a Ajenatón antes de llegar al trono, y llegando a convertirse en su mayordomo real, un puesto en contacto directo con el rey. Sus títulos incluyen el de 'Copero del rey', 'Lavador de las manos del rey', 'Jefe de los artesanos' y 'Supervisor de todas las obras en la Mansión de Atón'. Jugó un papel decisivo en la imposición del 'estilo de Amarna' en la arquitectura.

## Tumbas
Parennefer tuvo dos tumbas, una inacabada en Tebas, en la zona de Asasif, la TT188, que fue precursora de las tumbas de roca de Amarna. Está esculpida y decorada durante los primeros años del reinado de Amenhotep IV, encontrándose allí oraciones a Osiris y Anubis. Una inscripción de esta tumba subraya que todos tenían que pagar lo debido a todos los dioses, aunque Atón debía ser tratado de manera preferente. Esta tumba también es testigo de algunos de los cambios en la visión del mundo que ocurrieronn bajo Amenhotep III y Ajenatón, como por ejemplo, el ka real, que de haber sido antropomórfico, se volvió más abstracto, un desarrollo que culminó en el abandono completo de las representaciones antropomorfas del ka en Ajetatón.
Construyó una segunda tumba, la TA7, tumba de Amarna 7 en Ajetatón, en el grupo de tumbas del sur, donde se muestra que es recompensado por Ajenatón con muchos collares de oro.